# Zehrensdorf (Zossen)
Koordinaten: 52° 10′ 10″ N, 13° 30′ 40″ O

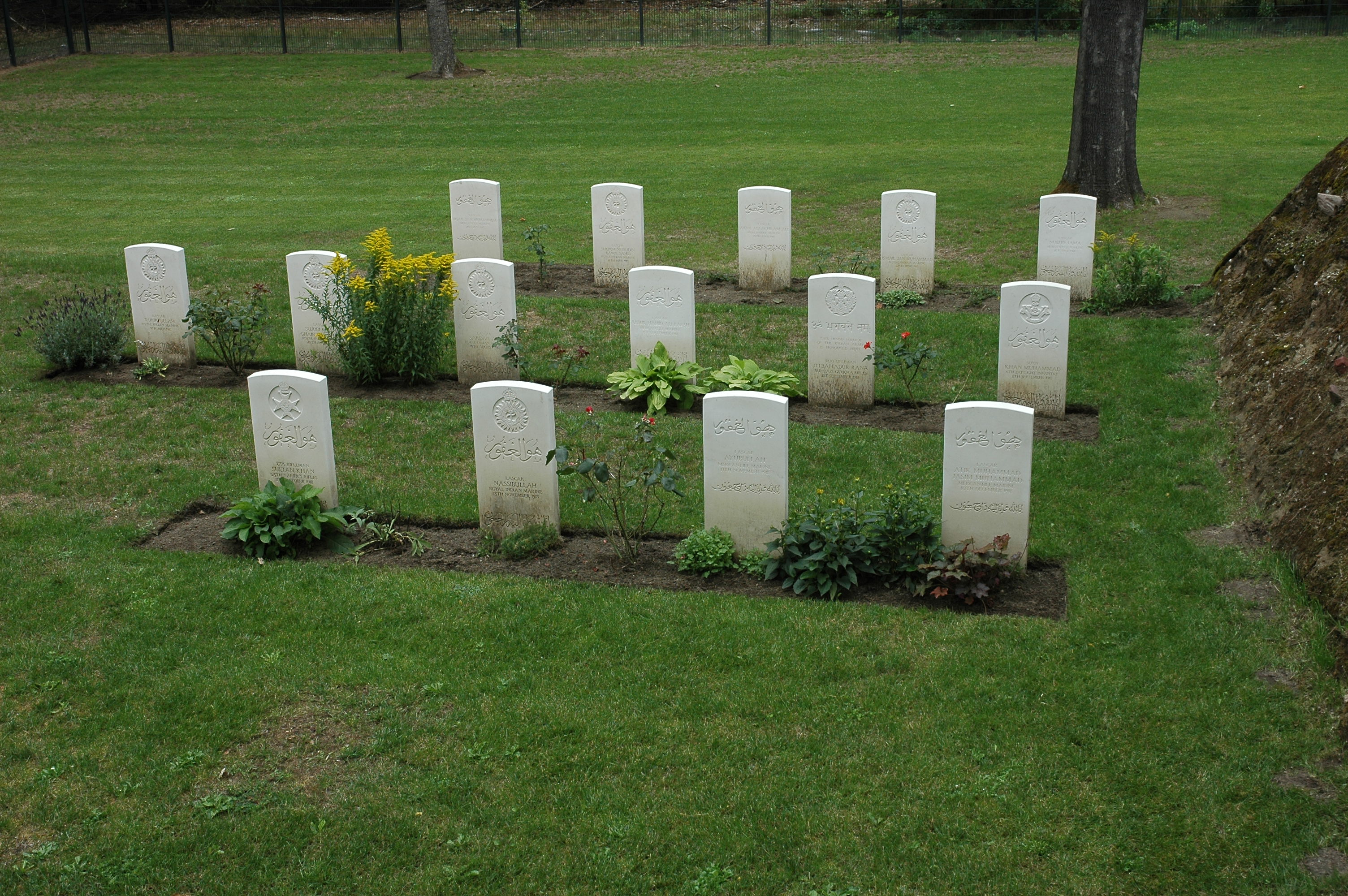
Zehrensdorf Indian Cemetery

Zehrensdorf ist eine neuzeitliche Ortswüstung auf der Gemarkung von Wünsdorf, einem Ortsteil der Stadt Zossen im Landkreis Teltow-Fläming (Brandenburg). Das Dorf wurde 1909/10 bei der Einrichtung des Truppenübungsplatzes Wünsdorf geräumt. Nach dem Ersten Weltkrieg wurde der Ort ab 1921 wieder besiedelt, um 1935 endgültig geräumt zu werden. Nordwestlich des alten Dorfkerns liegt der Zehrensdorf Indian Cemetery, ein Friedhof für indische kriegsgefangene Soldaten des Ersten Weltkriegs, der 2005 wieder instand gesetzt worden ist.

## Geographische Lage
Der ehemalige Ort bzw. die Ortslage liegt auf einer in südlicher Richtung verlaufenden Staumoräne 73 m über dem Meeresspiegel. Umliegende Anhöhen sind über 100 m hoch, die Streitackerberge 108 m, Spitzer Berg 105 m und der Eichberg 109 m. Die Gemarkung ist heute überwiegend mit lichtem Kiefernwald und dazwischen liegenden Ödland- und Heideflächen bedeckt. Östlich der ehemaligen Ortslage hat sich in einer Tonabbau entstandenen Grube ein kleiner, künstlicher See gebildet.

## Geschichte
Zehrensdorf wurde 1541 erstmals urkundlich genannt. Der Name ist nach Schlimpert ein slawisch-deutscher Mischname, der als "Dorf eines Čirn- zu interpretieren ist. Der Personenname ist von einer urslawischen Form *čьrnъ = schwarz abgeleitet. Die Deutung als Zährensdorf = Tränendorf, von Zähre, Träne entspringt der Volksetymologie.
Bevölkerungsentwicklung von 1583 bis 1925 (nach dem Historischen Ortslexikon)
| Jahr | Einwohner                                                     |
| ---- | ------------------------------------------------------------- |
| 1583 | ca. 60–75 (12 Bauern, 3 Kossäten)                             |
| 1734 | 110                                                           |
| 1772 | 133                                                           |
| 1801 | 127                                                           |
| 1817 | 118                                                           |
| 1840 | 129                                                           |
| 1858 | 161                                                           |
| 1895 | 272                                                           |
| 1925 | 185 + 65 (Rappaport) + 66 (Siedlung Weinberg) + 60 (Ziegelei) |

Nach der Schmettauschen Karte von 1767/87 war Zehrensdorf ein Straßendorf, auf dem Urmesstischblatt von 1841 lässt sich die ursprüngliche Struktur, ein nach Osten geschlossenes Rund- oder Sackgassendorf noch erkennen. Allerdings hatte sich zu diesem Zeitpunkt die ursprüngliche Struktur bereits verändert; die Straßen von Zossen und Wünsdorf trafen sich westlich vor dem Ort und führten mitten durch den Ort hindurch nach Töpchin. Diese Straße war auch eine wichtige Verbindung von Zossen nach Teupitz. Östlich des Ortes zweigte ein Weg nach dem südöstlich gelegenen Egsdorf (und von da weiter nach Teupitz) ab sowie ein weiterer Weg nach dem nordöstlich gelegenen Motzen.
Nach dem Erbregister des Amtes Zossen von 1583 hatte Zehrensdorf 16 Hufen, die von 12 Bauern bewirtschaftet wurden. Die Hufen hatten jeweils 35 Morgen und 31 Quadratruten, was in etwa 14,9 ha entspricht. Eine Hufe war geringfügig kleiner. Der Lehnschulze, ein Lehnmann und ein weiterer Bauer besaßen je zwei Hufen, zwei Bauern hatten je 1½ Hufen und sieben Bauern je eine Hufe. Im Dorf wohnten außerdem drei Kossäten mit geringem Acker- und Wiesenbesitz. 1624 wird dazu noch ein Hirte erwähnt. Der Dreißigjährige Krieg hat auch Zehrensdorf verwüstet. 1652 waren erst acht Bauern und zwei Kossäten im Ort ansässig. Ein Hof gehörte dem Kammermeister J. Gehren, der ihn von einem Meier bewirtschaften ließ. 1655 hatte das Dorf auch Fischereirechte im Großen Möggelinsee. Erst im Jahr 1711 war mit 12 Bauern, drei Kossäten und einem Hirten wieder der Stand vor dem Dreißigjährigen Krieg erreicht. 1745 wird erstmals der Krug erwähnt; außerhalb des Dorfes waren zwei Familienhäuser entstanden. 1755 hatten neben Bauern, Kossäten und Hiten zwei, Büdner und drei Einlieger im Dorf niedergelassen, darunter ein Schneider, der zugleich der Schulmeister war und ein Nachtwächter. Der Krug wurde von einem der Büdner betrieben. 1771 wurden im Ort 15 Giebel gezählt, 1801 20 Feuerstellen (= Haushaltungen). Bis zum Jahr 1801 war eine Windmühle erbaut und östlich des Dorfes eine Ziegelei eingerichtet worden. 1812 wurde ein neuer Friedhof ca. 500 m nordwestlich des Ortes an der Straße von Zehrensdorf nach Zossen angelegt. Vorher wurden die Toten des Dorfes auf dem Friedhof des Kietz in Zossen beerdigt. 1840 war der Ort auf 26 Wohnhäuser angewachsen. 1860 wird der Bestand an Gebäuden mit einem öffentlichen Gebäude, 29 Wohnhäusern und 50 Wirtschaftsgebäuden angegeben, darunter auch eine Ziegelei. 1883 war Zehrensdorf ein vergleichsweise wohlhabendes Dorf, der Viehbestand wird mit 43 Pferden, 172 Rindern, 14 Schafen, 95 Schweinen und 9 Ziegen angegeben. In 35 Bienenstöcken wurde Honig gewonnen. Im Jahr 1900 war der Ort auf 41 Häuser angewachsen. Der Viehbestand hatte auf 69 Pferde, 177 Rinder, 13 Schafe, 155 Schweine und 34 Ziegen zugenommen. Die Gemarkung umfasste 1150 ha.
Um 1800 war an der Straße von Zehrensdorf nach Töpchin und fast 3 km östlich des Ortskerns auf Zehrensdorfer Gemarkung, aber dicht an der Gemarkungsgrenze zu Töpchin eine Ziegelei angelegt worden. Im Urmesstischblatt von 1841 ist sie fälschlich als Töpchiner Ziegelei verzeichnet. Ende des 19. Jahrhunderts war am östlichen Ortsende eine zweite Ziegelei entstanden.
Seit 1909 wurde östlich von Wünsdorf ein Truppenübungsplatz für das III. Armeekorps und das Gardekorps angelegt und die Anwesen der Bewohner wurden zwangsweise aufgekauft. Sie wurden jedoch für damalige Verhältnisse geradezu üppig entschädigt. Nach Spatz wurden pro Hektar zwischen 1200 und 1600 Reichsmark Entschädigung bezahlt. Die durch den Auskauf relativ vermögend gewordenen Einwohner Zehrensdorf siedelten sich vor allem in der näheren Umgebung an. Bis zum 1. Oktober 1910 waren die Grundstücksübertragungen abgeschlossen und das Dorf wurde bis zum 1. April 1911 geräumt. Aus dem Dorf und seiner Gemarkung wurde per Kabinettsorder zum 16. Februar 1912 der reichseigene Gutsbezirk Zehrensdorf gebildet. An diesen wurden der frühere Gutsbezirk „Haus Zossen“, Teile der Wünsdorfer Gemarkung, Teile der Schöneicher und Töpchiner Gemarkung und Teile des Kummersdorfer Forstes angeschlossen; insgesamt entstand so ein Gelände von 3183 ha mit 1516 Einwohnern. Die westliche Grenze dieses Gutsbezirkes verlief etwa entlang der heutigen B 96, d. h. der Großteil der militärischen Anlagen, Verwaltungsgebäuden und auch Zivilgebäuden des Militärkomplexes Wünsdorf lag auf dem Areal des Gutsbezirkes Zehrensdorf. Trotzdem bürgerte sich noch vor dem Ersten Weltkrieg, auch in offiziellen Dokumenten der Name Schießplatz Wünsdorf und Truppenübungsplatz Zossen ein. In den 1930er Jahren wurde das Gelände dann meist als Truppenübungsplatz Zossen oder Truppenübungsplatz Wünsdorf bezeichnet. Auch für den Sitz des Oberkommandos der Gruppe der Sowjetischen Streitkräfte in Deutschland (GSSD) wurde der Name Wünsdorf verwendet, der Name Zehrensdorf geriet komplett in Vergessenheit.
Während des Ersten Weltkrieges wurde im Gutsbezirk Zehrensdorf das sog. Halbmondlager für moslemische Gefangene eingerichtet. Etwa 30.000 Kriegsgefangene waren hier interniert, hunderte starben in diesem Gefangenenlager. Sie wurden auf dem ehemaligen Dorffriedhof von Zehrensdorf, 500 m nordwestlich des alten Ortskerns an der Straße nach Zossen beerdigt. Für die Gefangenen wurde 1915 eine Moschee errichtet, an die noch heute die Moscheestrasse erinnert, eine Seitenstraße zur Wünsdorfer Hauptallee.
Nach den Volksabstimmungen im damaligen Westpreußen und dessen Anschluss an Polen, siedelten viele deutsche Familien in das Deutsche Reich um und mussten untergebracht werden. Ein Gutachten stellte 1920 fest, dass 38 Wohnhäuser vorhanden seien, von denen nur 10 vom Militär genutzt würden. Die restlichen könnten sofort bezogen werden. 1921 begann die Wiederbesiedelung des Dorfes mit 28 Familien aus vormals preußischen Gebieten, die an Polen gefallen waren. Die Häuser und Stallungen wurden instand gesetzt, die brachliegenden Äcker, Wiesen und Gärten wieder in Kultur genommen. Die Schule wurde wieder hergerichtet und der Unterricht wieder aufgenommen. Ein Gasthaus mit angeschlossener Bäckerei und ein Kaufladen wurde wieder eröffnet. Der reichseigene Gutsbezirk Zehrensdorf wurde zum 27. Dezember 1927 wieder aufgelöst, das Vorwerk Gerlachshof wurde eingemeindet. 1928 wurde der Gutsbezirk in die Gemeinde Zehrensdorf umgewandelt. Die ursprünglich zur Gemarkung Zehrensdorf gehörenden Exklaven beim Großen und Kleinen Möggelinsee wurden der Gemeinde Jachzenbrück (heute Lindenbrück) zugeschlagen. 1929 wurde die zum Gutsbezirk Kummersdorf gehörige Försterei Eiche, nördlich des Ortskerns gelegen, eingemeindet. 1932 gehörten zur Gemeinde Zehrensdorf die Wohnplätze Forsthaus Eiche, Vorwerk Gerlachshof, Ziegelei Rappaport, Schützenhaus, Siedlung Weinberge, Altes Dorf Zehrensdorf, Stammlager Zossen mit Arbeitskommando des Truppenübungsplatzes, Siedlung Gundlach, Forsthaus Zossen, Kasernen Ausbildungsbataillon und Militär-Turnanstalt. Die Gemarkung dieser neuen Gemeinde Zehrensdorf war damit um fast 2000 ha größer als die Gemarkung der ursprünglichen Gemeinde Zehrensdorf vor deren Auflösung.
Die Ziegeleien waren ebenfalls vom Militärfiskus aufgekauft worden, produzierten aber weiter. Sie lieferten einen Teil der Ziegelsteine für die Verwaltungsgebäude und Kasernen des Truppenübungsplatzes Wünsdorf sowie für die Wohngebäude der Zivilangestellten. 1935 stellte die Ziegelei (Georg Rappaport & Co.) am östlichen Ortsrand ihre Produktion ein. Auch die zweite Ziegelei scheint noch bis Anfang der 1930er produziert zu haben.
1936 wurde die Gemeinde Zehrensdorf erneut aufgelöst und zum Gutsbezirk des „Deutschen Reiches, Wehrmachtfiskus“ umgewandelt. Das sog. Mühlenlager (ein Areal eingeschlossen vom Försterweg im Westen, Schwarzer Weg im Norden und An den Eichen im Süden, darunter auch die Försterei Zossen) sowie auch das frühere Vorwerk Gerlachshof wurde in die Stadt Zossen eingemeindet, sodass der neue militärfiskalische Gutsbezirk mit 3117 ha zunächst etwas kleiner war, als der einstige Gutsbezirk vor dem Ersten Weltkrieg. Die Straßen von Wünsdorf und Zossen nach Zehrensdorf und von dort weiter nach Töpchin wurden geschlossen. In den leerstehenden Gebäuden wurde der Häuserkampf geübt; vermutlich waren sie auch Zielobjekte für scharfe Munition. Noch während des Zweiten Weltkriegs wurden in den Ruinen angeblich von der Front stammende Häuserkampfszenen für die Wochenschauen gedreht.
Der Militärstandort Wünsdorf wurde in der Folge weiter ausgebaut. 1939 wurde das Hauptquartier des Oberkommandos des Heeres in die neuerrichteten Bunkeranlagen auf dem Gelände verlegt. Ende April 1945 wurde das Gelände von den vorrückenden sowjetischen Truppen erobert. Das Militärgelände wurde Sitz des militärischen Führungsstabes des sowjetischen Marschalls Schukow. Im März 1953 wurde auch das Gelände zwischen der Bahnlinie und der B 96 geräumt; dieses gehörte bereits zur Gemarkung Wünsdorf. Etwa 800 Einwohner wurden umgesiedelt, die F 96 (später B 96) wurde gesperrt. Das Gelände wurde mit einer Mauer umgeben und wurde zur geschlossenen Militärstadt, in der in Spitzenzeiten bis zu 100.000 Menschen gelebt haben sollen, im Durchschnitt hatte die Militärstadt Wünsdorf wohl etwa 30- bis 40.000 Bewohner. Nach dem Abzug der sowjetischen Streitkräfte aus Deutschland im August 1994 wurde zunächst eine weitere militärische Nutzung erwogen, jedoch aus Kostengründen aufgegeben.
Die Landesentwicklungsgesellschaft Brandenburg gründete für die Entwicklung des Geländes eigens eine Tochterfirma, die Entwicklungsgesellschaft Waldstadt Wünsdorf/Zehrensdorf. In dieser Bezeichnung taucht zum ersten Mal wieder der Name des alten Dorfes auf, auf dessen Gemarkung die Militärstadt zum größten Teil lag, freilich auf dessen, noch vor dem Ersten Weltkrieg auch auf Kosten von Wünsdorf und Zossen stark vergrößerten Gemarkung. Das Gelände des ehemaligen Militärstandortes war gemeindefrei und so wurde im Zuge des Vierten Gesetzes zur Gemeindegliederung im Land Brandenburg vom 8. Februar 1996 am 16. Februar 1996 die Gemeinde Waldstadt gegründet. Der alte Name Zehrensdorf wurde fallen gelassen, vermutlich weil man sich vom Namen Waldstadt eine bessere Vermarktung erhoffte. Am 27. September 1998 wurde Waldstadt in die amtsangehörige Gemeinde Wünsdorf eingegliedert und wurde deren Ortsteil. Im Zuge der Gemeindereform 2003 in Brandenburg wurden mit dem Vierten Gesetz zur landesweiten Gemeindegebietsreform betreffend die Landkreise Havelland, Potsdam-Mittelmark, Teltow-Fläming (4.GemGebRefGBbg) vom 24. März 2003 die Gemeinden Glienick, Kallinchen, Nächst Neuendorf, Nunsdorf, Schöneiche, Wünsdorf und die (Kern-)Stadt Zossen zur neuen Stadt Zossen zusammengeschlossen. Wünsdorf wurde Ortsteil der neuen Stadt Zossen, Waldstadt wurde Gemeindeteil.

## Belege